# Cryptopimpla
Cryptopimpla is een geslacht van insecten uit de orde vliesvleugeligen (Hymenoptera) en de familie Ichneumonidae.

## Soorten
- C. alpivaga (Strobl, 1902)
- C. amplipennis Townes, 1978
- C. anomala (Holmgren, 1860)
- C. arvicola (Gravenhorst, 1829)
- C. brevicaudis (Habermehl, 1903)
- C. brevigena Kuslitzky, 2007
- C. brevis Sheng, 2005
- C. breviungula Kuslitzky, 2007
- C. buareoleta Chandra & Gupta, 1977
- C. buccinata Chandra & Gupta, 1977
- C. calceolata (Gravenhorst, 1829)
- C. caligata (Gravenhorst, 1829)
- C. carinifacialis Sheng, 2011
- C. collaris Kuslitzky, 2007
- C. cristula Chandra & Gupta, 1977
- C. ecarinata Townes, 1978
- C. eleganta Kolarov, 1984
- C. errabunda (Gravenhorst, 1829)
- C. fasciolurida Chandra & Gupta, 1977
- C. flavifacialis Sheng, 2011
- C. flavipedalis Sheng, 2011
- C. flavopterum Chandra & Gupta, 1977
- C. genalis (Thomson, 1877)
- C. helvetica Brauns, 1901
- C. helvicoxis Chandra & Gupta, 1977
- C. henanensis Sheng, 2005
- C. hertrichi Heinrich, 1952
- C. kerzhneri Kuslitzky, 2007
- C. labralis Townes, 1978
- C. maculifacialis Sheng, 2011
- C. maurocoxis Chandra & Gupta, 1977
- C. miltotibialis Chandra & Gupta, 1977
- C. nigripalpis (Cameron, 1909)
- C. pleuralis (Cresson, 1870)
- C. procul Momoi, 1970
- C. pulloris Townes, 1978
- C. quadrilineata (Gravenhorst, 1829)
- C. rubrithorax Morley, 1916
- C. rufipedalis Sheng, 2011
- C. rutilana Chandra & Gupta, 1977
- C. solitaria (Schmiedeknecht, 1900)
- C. sordida (Hedwig, 1932)
- C. subfumata (Thomson, 1877)
- C. taiwanensis (Momoi, 1968)
- C. tertia (Momoi, 1970)
- C. turana (Habermehl, 1917)